# L'Année après Dayton (film)
Pour plus de détails, voir Fiche technique et Distribution.
L'Année après Dayton est un film autrichien réalisé par Nikolaus Geyrhalter et sorti en 1997.

## Synopsis
La Guerre de Bosnie-Herzégovine achevée depuis un an, des Serbes, Bosniaques et Croates témoignent sur les suites du conflit. « Il est facile d’allumer un feu. C’est l’éteindre qui prend du temps », dit l'un d'eux.

## Fiche technique
- Titre : L'Année après Dayton
- Titre original : Das Jahr nach Dayton
- Réalisation : Nikolaus Geyrhalter
- Scénario : Nikolaus Geyrhalter
- Photographie : Nikolaus Geyrhalter
- Montage : Wolfgang Widerhofer
- Son : Hrvoje Durasek
- Pays de production :  Autriche
- Sociétés de production : Bosna Film - Nikolaus Geyrhalter Filmproduktion - Prisma Film
- Durée : 204 minutes
- Date de sortie : Italie - 30 août 1997[1]

## Distinctions

### Récompenses
- Prix Joris-Ivens au festival Cinéma du réel 1998[2]

### Sélections
- Viennale 1997
- Visions du réel 1998